# Коняев, Михаил Тимофеевич
Михаил Тимофеевич Коняев (1727—1789) — капитан генерал-майорского ранга, герой Патрасского сражения.

## Биография
Родился в 1727 году.
Окончил Морскую академию в 1747 году. В чине лейтенанта, командуя пакетботами «Меркурий», «Лебедь» и «Сокол» и пинком «Новая Двинка», совершал неоднократные переходы в Данциг, Пиллау и другие германские порты Балтийского моря.
В 1758—1759 и 1761—1762 годах состоял при Петербургской береговой команде.
В 1763—1765 годах плавал в Балтийском море на разных судах; с 1766 года командовал фрегатом «Россия» и затем кораблём «Св. Дмитрий Ростовский».
Произведённый в 1770 году в капитаны 1-го ранга, Коняев в том же году привёл в Кронштадт три новых корабля, построенных в Архангельске, а через два года, командуя одним из этих судов, кораблём «Граф Орлов», прибыл из Кронштадта в Средиземное море в составе четвёртой эскадры Первой Архипелагской экспедиции и здесь принял от В. Я. Чичагова командование над эскадрой из двух кораблей, двух фрегатов и нескольких мелких судов. С этой эскадрой Коняев 26—28 октября 1772 года в Патрасском заливе истребил весь Дульциниотский флот турок, состоявший из 9 фрегатов и 14 мелких судов, за что был 30 июля 1774 года награждён орденом св. Георгия IV класса (№ 193 по списку Судравского и № 233 по списку Григоровича — Степанова)
Был главным командиром при сожжении в Морее Дульциниатского флота.
Вслед за тем получил этот орден и III класса (26 ноября 1775 года, № 47 по кавалерским спискам)
За храбрые и мужественные военные подвиги, оказанные в последнюю турецкую войну, будучи командиром эскадры при сожжении Дулциниотскаго флота.
До конца архипелажской кампании Коняев оставался в Средиземном море, неоднократно отличаясь в делах с турками.
Вернувшись в Кронштадт в 1775 году, Коняев продолжал командовать кораблём «Граф Орлов» и в следующем году был произведён в капитаны бригадирского ранга, а через два года получил в командование Ревельскую эскадру из пяти кораблей.
1 января 1779 года Коняев уволен в отпуск по болезни, с разрешением «отлучиться, куда он рассудит за благо, для восстановления здоровья», а в 1782 году — в отставку с сохранением содержания. В отставке проживал в Тверской губернии.
Скончался 23 августа (3 сентября) 1789 года, похоронен в Жёлтиковом монастыре.